# Macroramphosus
Macroramphosus is een geslacht van straalvinnige vissen uit de familie van snipmesvissen (Centriscidae).
De naam van het geslacht werd in 1803 voor het eerst gepubliceerd door Bernard Germain de Lacépède.

## Soorten
- Macroramphosus gracilis (Lowe, 1839)
- Macroramphosus scolopax (Linnaeus, 1758) – Snipvis

Niet geaccepteerde soorten:
- Macroramphosus japonicus (Günther, 1861) geaccepteerd als Macroramphosus gracilis (Lowe, 1839)
- Macroramphosus velitaris (Pallas, 1770) geaccepteerd als Macroramphosus gracilis (Lowe, 1839)